# Zagori
Zagori (griechisch Ζαγόρι (n. sg.)) ist eine Gemeinde in der nordwestgriechischen Region Epirus. Die flächengrößte und einwohnerärmste Gemeinde der Region wurde zum 1. Januar 2011 gegründet. Namensgebend ist das gleichnamige historische Gebiet mit den als Zagorochoria oder Zagoria bezeichneten Dörfern. Der Verwaltungssitz ist die Kleinstadt Asprangeli. 2023 wurde Zagori aufgrund seiner traditionellen Dörfer und seiner der Berglandschaft angepassten Bauweise zum UNESCO-Weltkulturerbe ernannt.

## Etymologie und Toponyme
Die Bezeichnung Zagori (‚hinter dem Berg‘) ist erstmals in einer Goldbulle von Kaiser Andronikos II. im Jahr 1321 belegt. Sie hat ihren Ursprung aus dem Altslawischen Zagorь̂je für za ‚hinter‘ und gora ‚Berg‘ oder ‚Wald‘.
Dass es schwer ist, die einzelnen Orte zu erreichen, hat sich im Laufe der Geschichte als Vorteil herausgestellt. Dadurch blieb die Region durch die Jahrhunderte von großen Umwälzungen verschont. Bewohner dieser unzugänglichen Gebiete sind die Sarakatsanen, die einige altertümliche Wörter benutzen und einen eigenen Dialekt sprechen, der allgemein als Nachfolger des Dorischen Griechisch angesehen wird.

## Geographie
Das durch bewaldete Berge und tiefe Schluchten charakterisierte Land wird von den Bergstöcken des Tymfi im Norden und Westen und des Mitsikeli und Lakmos im Süden begrenzt. Das Gebiet kann ungefähr mit einem gleichschenkligen Dreieck beschrieben werden. Die Eckpunkte sind die Provinzhauptstadt Ioannina im Süden, die Schlucht des Aoos mit Konitsa im Norden und Metsovo im Südosten. Ein großer Teil der Fläche wird von den Nationalparks Nationalpark Vikos-Aoos und Nationalpark Pindos (Valia-Kalda) eingenommen. Die einzelnen Dörfer sind über enge, kurvenreiche Straßen und gepflasterte Wege erreichbar, viele steinerne Brücken überqueren Bachläufe und Flüsse. Im größten Teil des Winters ist das Land schneebedeckt und die Dörfer sind schwer erreichbar. Mit einer Bevölkerungsdichte von 4 Einwohnern/km² ist das Gebiet sehr dünn besiedelt. Die Region ist reich an Bächen und Flüssen, die allerdings teilweise nur saisonal Wasser führen. Sie haben viele spektakuläre Schluchten in das Gestein geschnitten. Die bekanntesten gehören dem Aoos, dem Voidomatis und dem Zagoritikos.

### Lage
Die Gemeinde Zagori liegt im Osten der Region Epirus zwischen den Städten Ioannina im Süden, Konitsa im Norden und Metsovo im Osten. Angrenzende Gemeinden sind im Osten Grevena in der Region Westmakedonien sowie innerhalb der Region Epirus im Südosten Metsovo, im Süden Ioannina, im Westen Zitsa und Pogoni und im Norden Konitsa.

### Wirtschaft und Verkehr
Im Westen verläuft die Nationalstraße 20 zwischen Ioannina und Konitsa, im Süden die Nationalstraße 6 und die Egnatia Odos. Die gebirgige Landschaft hat immer eine großräumige Erschließung erschwert, sodass nach wie vor manche Dörfer nur zu Fuß erreichbar sind. Die nächstgelegene Anbindung an den Nahverkehr geht über Ioannina.

## Geschichte

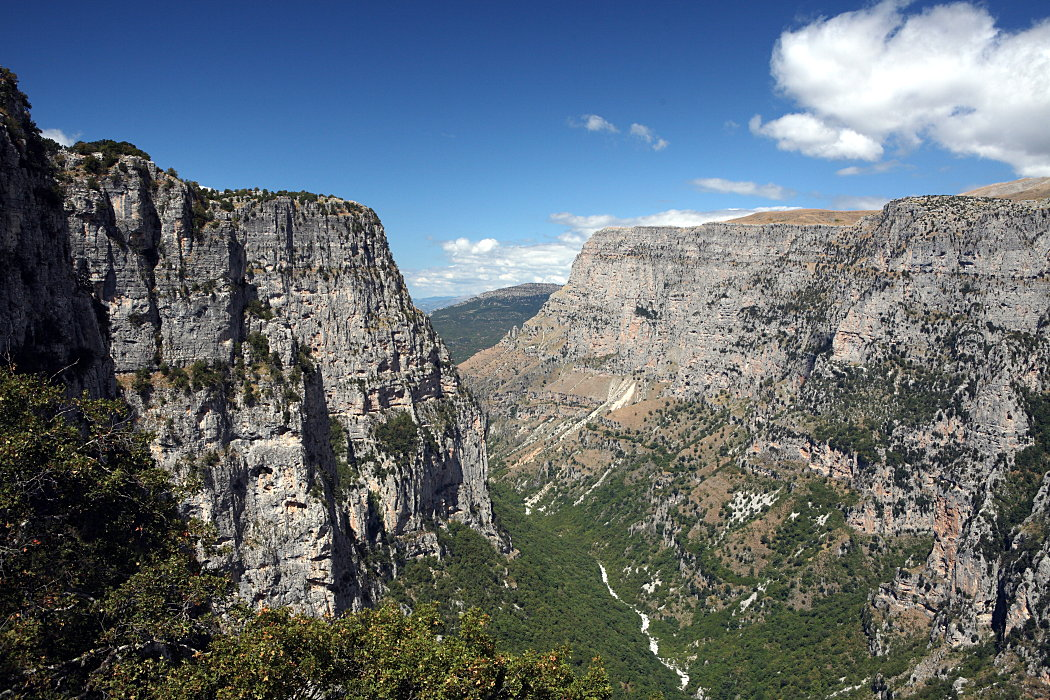
Die Vikos-Schlucht vom Aussichtspunkt Oxya (Οξυά) aus.

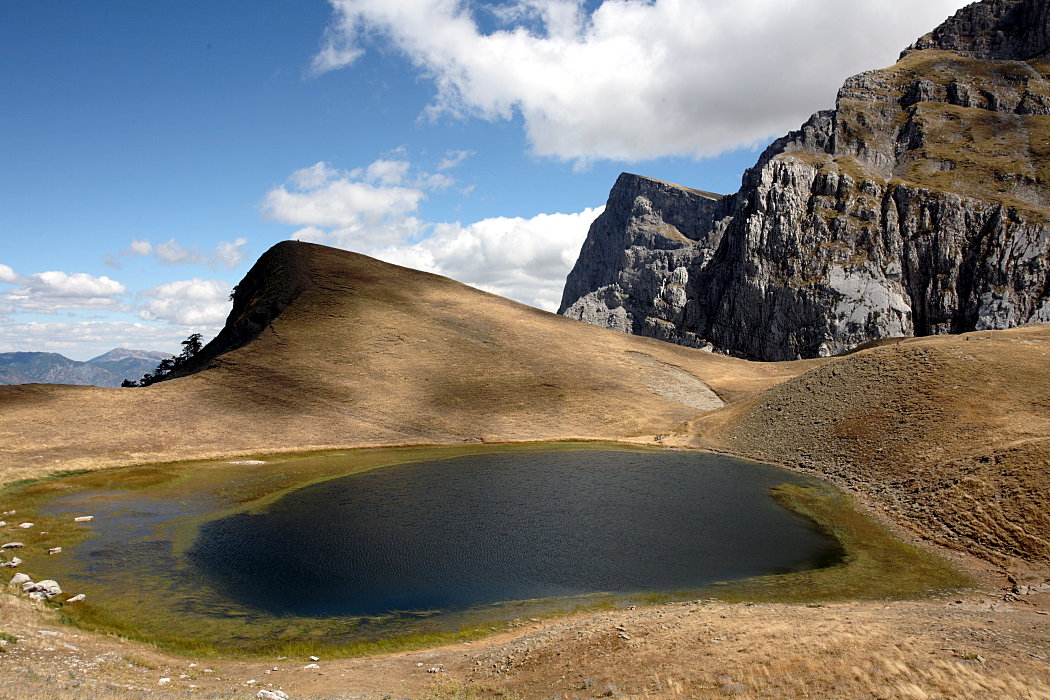
Der Drachensee (Δρακόλιμνη) und im Hintergrund der Gipfel des Kamilas (Γκαμήλας, 2.497 m)

Die ersten Zeugnisse menschlicher Besiedlung stammen aus der Zeit zwischen 17.000 und 10.000 Jahren vor unserer Zeitrechnung. In der Klidi-Grotte in der Schlucht des Voidomatis hat man Werkzeuge aus dem Epipaläolithikum gefunden. Im Altertum wurde das Gebiet von den Tymphäern bewohnt die zum Königreich der Molosser gehörten. Später, in der klassischen Zeit gehörte ganz Epirus zu deren Herrschaftsgebiet. Die Molosser waren bekannt für ihre großen Kriegshunde, die sie bei ihren Kriegszügen mitführten. Molossos (Μολοσσός), der legendäre Volksgründer, soll ein Sohn von Neoptolemos (Νεοπτόλεμος, einem Sohn von Achilles) und der Andromache (Hektors Frau) gewesen sein. Aufgrund seiner hellen Haare wurde er Pyrrhos genannt und begründete eine Dynastie epirotischer Könige, die bis zu Pyrrhos I. in hellenistischer Zeit reichte. Er führte einige Feldzüge gegen die Römer in Italien. Olympias von Epirus, die Mutter von Alexander, war eine Prinzessin aus dem Geschlecht der Molosser. Ihre Heimat war die Stadt Molossis (Μολοσσίδα), die am Zusammenfluss der Ströme Aoos, Voidomatis, und Sarantaporos (Σαραντάπορος) im Norden von Zagori lag. Reste von Kyklopenmauern bei Skamneli (Σκαμνέλι Ιωαννίνων) zeugen von der frühen Besiedlung. Zwischen dem 9. und dem 4. Jahrhundert v. Chr. bestand auch eine kleine molossische Siedlung zwischen Monodendri (Μονοδένδρι Ιωαννίνων) und Vitsa (Βίτσα Ιωαννίνων). Man hat Steinhäuser und zwei Bestattungsplätze gefunden, wo bedeutende archäologische Funde zu Tage kamen. Auch wenn das Land eine große Vergangenheit besitzt, gab es doch für die längste Zeit nur eine bäuerliche Gesellschaft und gerade genug Vorräte zum Überleben.
In dieser Zeit wanderte auch der griechische Hirtenstamm der Sarakatsanen ein, dessen Nachfahren noch heute zwischen Griechenland, Bulgarien und Mazedonien nomadisieren. 167 v. Chr. eroberten die Römer 70 Städte von Epirus, nahmen 150.000 Bewohner nach Rom mit und zerstörten Zagori.

### Byzantinische Epoche

Die Herrschaft von Epirus (grün; 1230–1251).

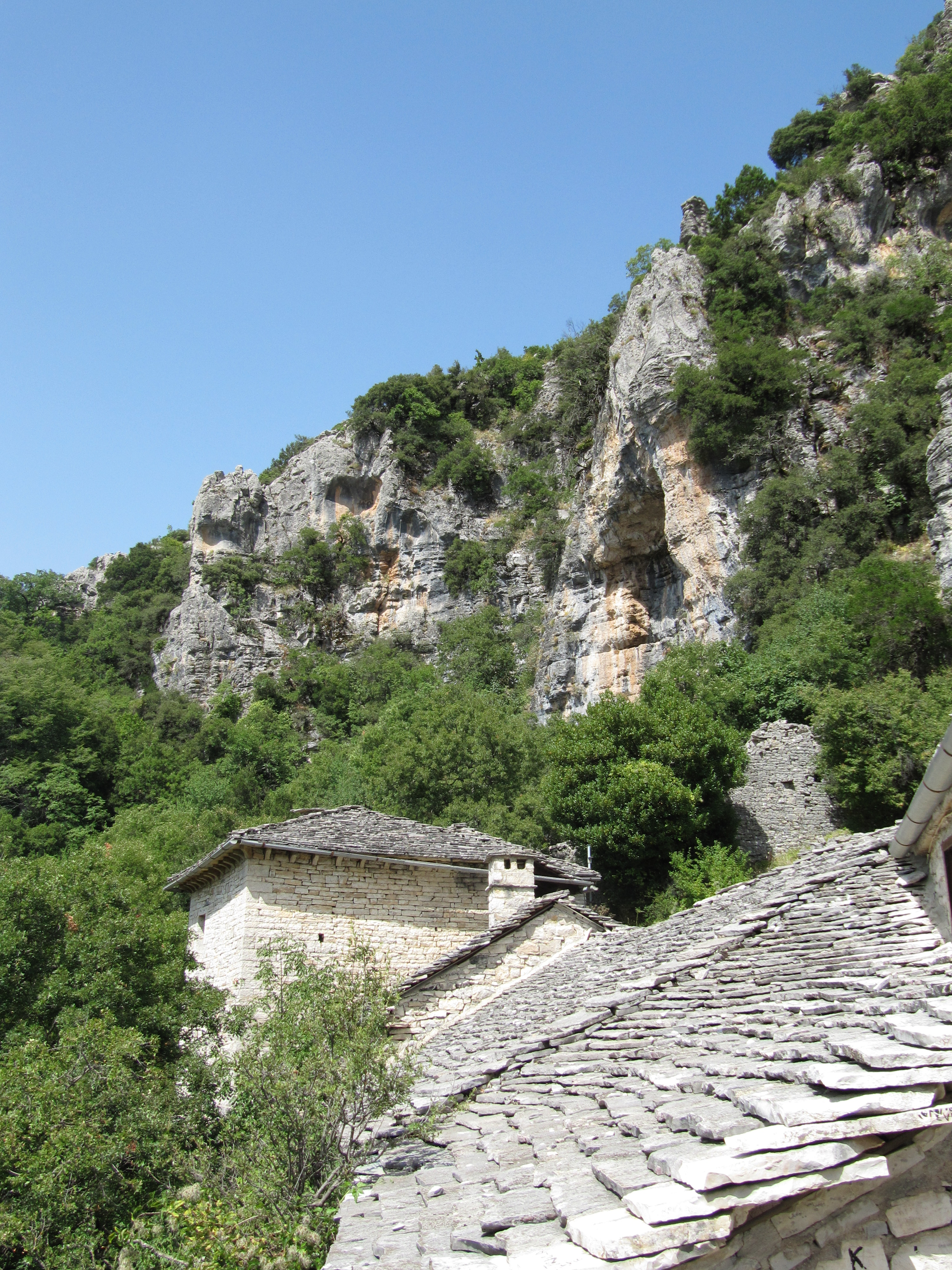
Kloster Agia Paraskivi (Vikos).

Der Zuzug slawischer Bevölkerung am Beginn der byzantinischen Herrschaft wird durch eine Vielzahl von Ortsnamen in der Region dokumentiert. Offenbar gab es einige Gruppen von Kriegern, die in der Region Fuß fassten und Siedlungen gründeten.
Zur selben Zeit entstanden auch verschiedene Klöster, wie das Kloster Voutsa (Μονή Βουτσάς) bei Greveniti, das Kloster Metamorphosis (Μονή της Μεταμόρφωσης) bei Klidonia, das im 7. Jahrhundert von Kaiser Konstantin IV. gegründet wurde, und das Kloster Agios Ioannis Rongkou (Μονή Αγίου Ιωάννη Ρογκοβού), bei Tsepelovo (gegründet 1208 von der Schwester von Romanos III.).
Zwischen 1204 und 1337 kam das Gebiet zum Despotat Epirus. Im 14. Jahrhundert war Zagori eine Trutzburg des Hellenismus. In dieser Zeit kam es zu häufigen Einfällen albanischer Stämme. Die Bewohner von Zagori stellten einen großen Teil der Garnison von Ioannina. Unter Kaiser Andronikos III. kam das Despotat 1337 noch einmal kurzzeitig unter byzantinische Herrschaft. Schon 1348 übernahm der serbische Zar Stefan Uroš IV. Dušan die Macht, und bald darauf annektierte Carlo I. Tocco das Gebiet in seine lateinische Grafschaft. Doch bereits 1430 eroberten die Osmanen die Region und Zagori musste vor dem Sultan Murad II. „die Knie beugen“.

### Osmanische Zeit
1431 wurde mit Sinan Pascha ein Vertrag ausgehandelt. Die Zagorier erhielten eine gewisse Autonomie: Der Koinon von Zagori (türkisch Norhaye Zagor), eine autonome Gemeinschaft der damals 14 Dörfer war geboren. Zu den Bedingungen gehörten Gesandtschaften und Steuern, dafür hatten die Gemeinden administrative Freiheiten und es wurde Türken verboten, die Grenzen des Gebiets zu überschreiten. Das Abkommen von Voinikos (Συνθήκης του Βοϊνίκου) regelte den Status.
Die Zagorier erhielten eine eigene Gerichtsbarkeit durch einen Ältestenrat, die sogenannte Dimogerontia (Δημογεροντία), die durch den sogenannten Vekylis (Βεκύλης) vertreten wurde. Darüber hinaus hielten sie eine eigene Sicherheitstruppe, die Sipachi (σπαχήδες). 1480 schlossen sich die Dörfer des östlichen Zagori, größtenteils aromunisch-vlachische Dörfer, dem Vertrag an. Daher war das Gebiet ethnisch stark gemischt. Sowohl aromunische, als auch slawische Bevölkerungsanteile gehörten zum Koinon. Aber trotzdem erhielt die Gemeinschaft am stärksten den griechischen Charakter. Nicht zuletzt aufgrund der Auswanderer, welche die griechische Schulbildung unterstützten. Eine Neuordnung geschah 1670, als unter einem neuen Vertrag weitere Privilegien (Surutia, Σουρούτια) ausgehandelt wurden, die erst 1868 endgültig vom Sultan unterzeichnet wurden. Die 14 Dörfer wurden erstmals 912 n. Chr. erwähnt und entwickelten mit der Zeit einen ständig zunehmenden Handel.
Diese Vereinbarung war günstig für die Eroberer, brachte allerdings auch die Rettung für Zagori, denn dadurch wurden dem Schutzcharakter, den die natürlichen Gegebenheiten boten, rechtliche Grundlagen gegeben und Zagori wurde niemals zerteilt, um türkische Landbesitzer zu befriedigen. In der Folge entwickelte sich eine große Gruppe von Händlern mit Beziehungen nach Rumänien, Russland und Konstantinopel. Sie wurden zur herrschenden Klasse und trugen viel zur Blüte des Gebiets bei.
Im 17. Jahrhundert schlossen sich auch die Dörfer im westlichen Zagori dem Vertrag an, so dass 1678 60 Dörfer zum „Koinon“ gehörten. Im 18. Jahrhundert wurden Schulen für Jungen und Mädchen errichtet, Mühlen erbaut und die Wasserversorgung mit kunstvoll verzierten Brunnen ausgestattet und zahlreiche Brücken (γιοφύρια) errichtet. Es gab eine einheimische traditionelle Medizin, die von den „Vikos-Doktoren“ (γιατρών το Βίκου) vertreten wurde, welche die Kräuter für ihre Behandlungen in den Schluchten des Vikos sammelten.
Einige der Schulen, die aufgrund großzügiger Spenden von zagoriser Phanarioten und anderen Auswanderern gebaut wurden, sind bis heute erhalten, wie zum Beispiel die Öffentliche Schule Griechischen Lernens (Kini Scholi Ellinikon Mathimaton -Κοινή Σχολή Ελληνικών Μαθημάτων) in Monodendri (Gestiftet von Manthos und Georgios Rizaris - Μάνθος, Γεώργιος Ριζάρης 1835). Die Brüder eröffneten ebenso die kirchliche Schule in Athen Rizario Ekklisiastiki Scholi (Ριζάρειο Εκκλησιαστική Σχολή στην Αθήνα, 1844), als Zagori völlig unter osmanischer Herrschaft stand.
Die Brüder Ioannis und Dimitrios Anagnostopoulos aus Dilofo gründeten die Anagnostopouleios in ihrem Heimatdorf und unterstützten die Zosimaia Scholi in Ioannina. Michael Anagnostopoulos aus Papingo erbaute die Kallinios-Schule in Papingo und die Anagnostopoulios-Schule in Konitsa. Durch diese Förderung hat sich die griechische Sprache in dem Gebiet gut erhalten.
Da die Berge der direkten Einflussnahme der Osmanen entzogen waren, boten sie Griechen, die auf der Flucht vor den Behörden waren, einen sicheren Zufluchtsort. Mehrere Gelehrte der Aufklärung in Griechenland, wie Neofytos Doukas und Athanasios Psalidas fanden hier Schutz, nachdem die Armee des Sultans 1820 Ioannina zerstört hatte. Es gab sogar Pläne, im Kloster Agios Ioannis bei Rogovou, in der Nähe von Tsepelovo eine Universität einzurichten. 1820, nach dem Aufstand von Ali Pascha, wurde eine türkische Streitmacht von 1500 Soldaten unter Ismael Pasha nach Zagori entsandt. Alexis Noutsos aus Kapesovo, ein Mitglied der Filiki Eteria, kommandierte die Verteidigungstruppen, jedoch errangen die Streitkräfte des Sultans den Sieg. Ismael Pasha schaffte die meisten Privilegien ab und erhielt nur das Recht, den Gouverneur (Vekylis) zu ernennen, aber auch dessen Autorität war nur noch nominell. Eine hohe Steuer von 250 Silberstücken pro Person und zusätzliche Steuern wurden eingeführt, albanische und lokale Banditen begannen ihr Unwesen. Dies endete erst, als Zagori 1913 im Balkankrieg befreit wurde.

### Neuzeit

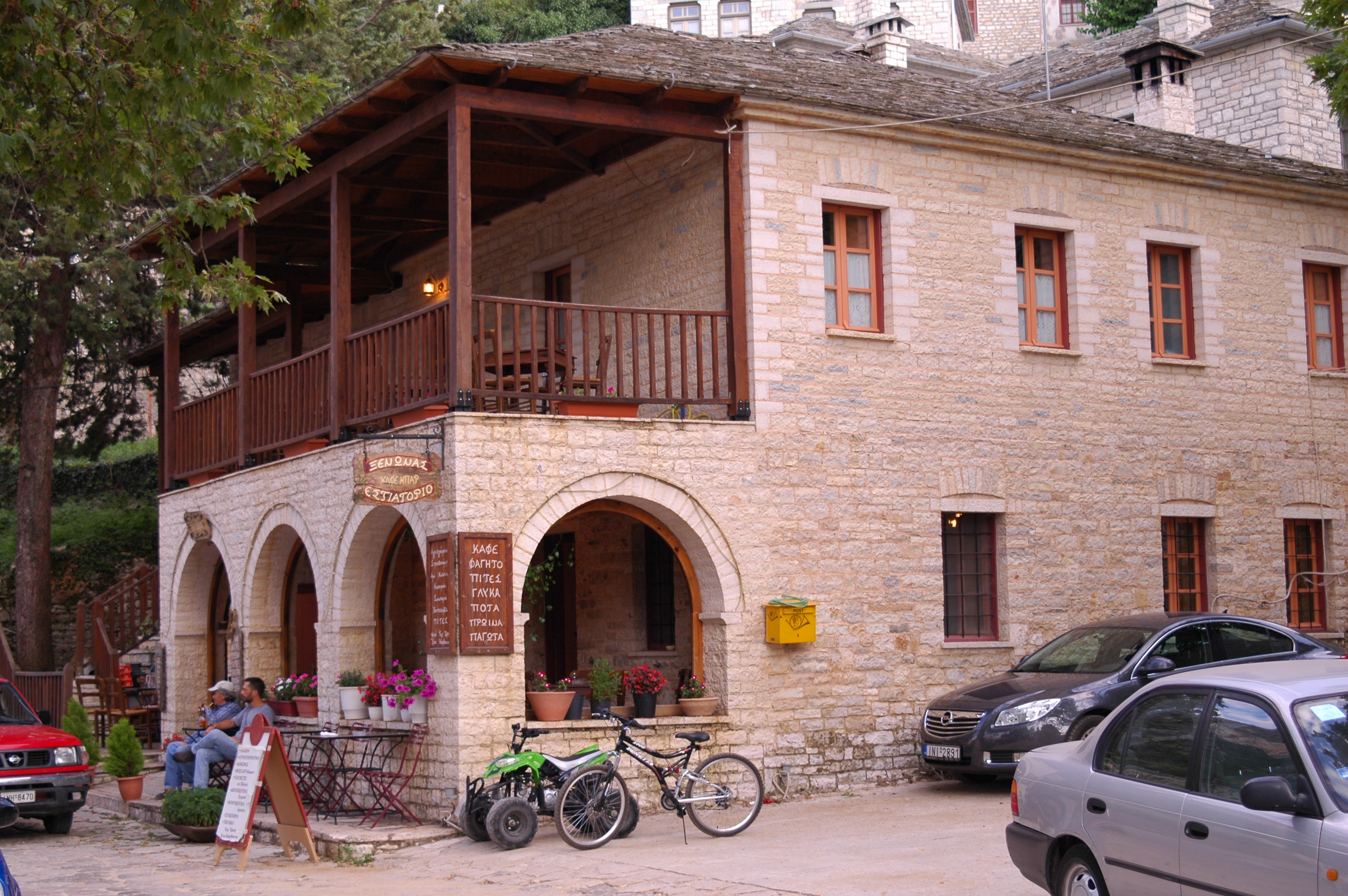
Das Dorf Aristi.

Während des italienischen Angriffs auf Griechenland 1940 trugen die Zagorochoria die Haupt-Kriegslast, zumal das Gebiet im Zweiten Weltkrieg auch Austragungsort der Kämpfe zwischen den Deutschen und den Partisanen unter Napoleon Zervas war. Dabei wurden mehrere Dörfer und das Kloster Votsa im Zuge von Vergeltungsschlägen verbrannt. Nach dem Griechischen Bürgerkrieg (1946–49) waren die Dörfer fast gänzlich entvölkert, viele Epiroten waren emigriert oder suchten in den städtischen Zentren nach Arbeit. Erst in den Achtzigerjahren, mit dem aufkommenden touristischen Interesse, starteten staatliche Initiativen zum Aufbau und zur Bewahrung von Kultur und Natur der Region.

## Verwaltungsgliederung
Oft werden die Zagorochoria geographisch in drei Bereiche untergliedert, West-Zagori, Zentral Zagori und Ost-Zagori mit insgesamt 44 bis 46 Dörfern. Allerdings werden ihre äußeren Abgrenzungen sowie deren Untergliederung in drei Gebiete, je nach Funktion, unterschiedlich vorgenommen. So werden im Nordwesten die Dörfer Geroplatanos, Mavrovouni, Ano Ravenia und Kato Ravenia seit dem Bau der Straße Ioannina-Konitsa nicht mehr dazugezählt. Mit 992,552 km² und weniger als 4000 Einwohnern ist Zagori die flächengrößte und am geringsten besiedelte Gemeinde der Region Epirus und eine der am dünnsten besiedelte Regionen des Griechischen Festlands.
Durch die Verwaltungsreform 2010 wurden die Gemeinden Anatoliko Zagori im Südosten und Süden, Kendriko Zagori im Westen, Tymfi im Zentrum und im Norden, sowie die Landgemeinden Papingo im Nordwesten und Vovousa im Osten zum 1. Januar 2011 zur Gemeinde Zagori fusioniert. Die bisherigen Gemeinden und Landgemeinden erhielten den Status von Gemeindebezirken, die ehemaligen Gemeindebezirke wurden zu Ortsgemeinschaften. Die heutige Gemeinde Zagori besteht aus 5 Gemeindebezirken (Sg. Dimotiki enotita Δημοτική ενότητα) mit insgesamt 44 Ortsgemeinschaften (Sg. Topiki Kinotita Τοπική Κοινότητα). Verwaltungssitz der Gemeinde ist Asprangeli.
| Gemeindebezirk   | griechischer Name                    | Code   | Sitz       | Fläche km² | Einwohner 2001 | Einwohner 2011 | Ortsgemeinschaften |
| ---------------- | ------------------------------------ | ------ | ---------- | ---------- | -------------- | -------------- | --- |
| Anatoliko Zagori | Δημοτική ενότητα Ανατολικού Ζαγορίου | 180402 | Miliotades | 270,680    | 2402           | 1469           | Agia Paraskevi, Anthratikis, Greveniti, Demati, Doliani, Elatochori, Itea, Kavallari, Karyes, Kastanonas, Makrino, Petra, Potamia, Tristeno, Flambourari        |
| Vovousa          | Δημοτική ενότητα Βοβούσης            | 180403 | Vovousa    | 051,428    | 0179           | 0115           | Vovousa |
| Kendriko Zagori  | Δημοτική ενότητα Κεντρικού Ζαγορίου  | 180401 | Asprangeli | 207,636    | 1601           | 1011           | Agios Minas, Ano Pedina, Aristi, Asprangeli, Dikorfo, Dilofo, Dipotamo, Elati, Elafotopos, Kaloutas, Kato Pedina, Manassis, Mesovouni, Monodendri, Vikos, Vitsa |
| Papingo          | Δημοτική ενότητα Παπίγκου            | 180404 | Papingo    | 033,769    | 0357           | 0267           | Papingo |
| Tymfi            | Δημοτική ενότητα Τύμφης              | 180405 | Tsepelovo  | 429,039    | 1493           | 0862           | Vradeto, Vrysochori, Iliochori, Kapesovo, Kipi, Koukoulli, Laista, Leptokarya, Negades, Skamnelli, Tsepelovo, Frangades                                         |
| Gesamt           | Gesamt                               | 1804   | Asprangeli | 992,552    |                | 3724           | |

## Kultur
Einzigartige Gebräuche (Λαϊκή παράδοση) gehen zurück auf altgriechische, heidnische oder christliche Feste. Die Kirchen und Klöster feiern ihre Patronatsfeste, beispielsweise manchmal mit Festen, die mehrere Tage andauern können.
Charakteristisch sind auch die Trauergebräuche. Trauergesänge (Moirologia - μοιρολόγια) begleiten die Bestattungszeremonien und nach 1–3 Jahren werden die Gebeine der Verstorbenen exhumiert, gewaschen, parfümiert und in einem hölzernen Larnax in ein Gebeinhaus überführt.

## Sehenswürdigkeiten
Die Gegend von Zagori ist eine der reizvollsten Naturlandschaften Griechenlands, ein Großteil steht als Nationalpark Vikos-Aoos unter Naturschutz. Mehrere Klöster stehen an den Hängen des Flusses, wie zum Beispiel das Kloster Panagias Spiliotissas (Μονή Παναγίας Σπηλιώτισσας) und das Kloster Agias Paraskevis (Μονή Άγιας Παρασκευής) aus dem Jahr 1414. Es gibt die Möglichkeit, auf dem Voidomatis Kajak zu fahren und Rafting zu unternehmen.
Die einzigartige Architektur der Dörfer von Zagori zeigt sich in den aus den lokalen Steinen erbauten Klöstern, Kirchen, Herrenhäusern, Brücken und Brunnen. Die feudalen Häuser reicher Kaufleute haben meist überdachte Eingangstore und können bis zu viergeschossig sein. Viele der alten Häuser sind auf Initiative der griechischen Organisation für Tourismus (E.O.T. - πρόγραμμα διατήρησης και ανάπτυξης παραδοσιακών οικισμών, 1975–1992) renoviert worden und stehen heute als Hotels und Ferienwohnungen zur Verfügung.
Eines der bekanntesten Dörfer ist Monodendri (griechisch Μονοδένδρι) mit seinen gepflasterten Gassen und dem schönen Dorfplatz, wo man im Restaurant unter einer riesigen Platane epirotische Spezialitäten, wie Galotiri (griechisch Γαλοτύρι) und Kitsopitta (griechisch Κιτσόπιττα) genießen kann. In der Kirche Agios Minas findet man Wandmalereien und eine sehr schöne Ikonostase aus dem Jahr 1619.
Über einen gepflasterten Weg gelangt man zum etwa 700 m entfernten Kloster Agia Paraskevi aus dem Jahr 1414, hoch über der Vikos-Schlucht.
Bei Asprangeli befindet sich das Denkmal der Frau von Zagori ⊙.

### Weitere Kirchen und Klöster
- Kirche Agios Nikolaos am Rand von Vitsa (griechisch Βίτσα): einfacher Rechteckbau mit dreiseitiger Apsis. Eine Inschrift über der Tür zum erst später angebauten Narthex datiert den Bau in die Jahre 1611/12. Die Fresken im Innenraum mit Szenen aus dem Leben des Heiligen Nikolaus hat der Maler Michael von Linotopion (im Grammos-Gebirge) 1618 ausgeführt.[10]

- Kloster Votsas in Greveniti (griechisch Γρεβενίτι) aus dem Jahr 672 mit Wandmalereien aus dem 17. Jahrhundert.

- Kirche Agios Georgios in Negades (griechisch Νεγάδες) mit ihren Wandmalereien und holzgeschnitztem Templon.

- Kirche Agios Nikolaos und Kloster Prodromou Rogovou in Tsepelovo (griechisch Τσεπέλοβο), letzteres ebenfalls mit Wandmalereien und schönem Templon.

- Kloster Agia Triada in Vrysochori (griechisch Βρυσοχώρι) mit unterirdischer Kirche und kunstvoll geschnitztem Templon.

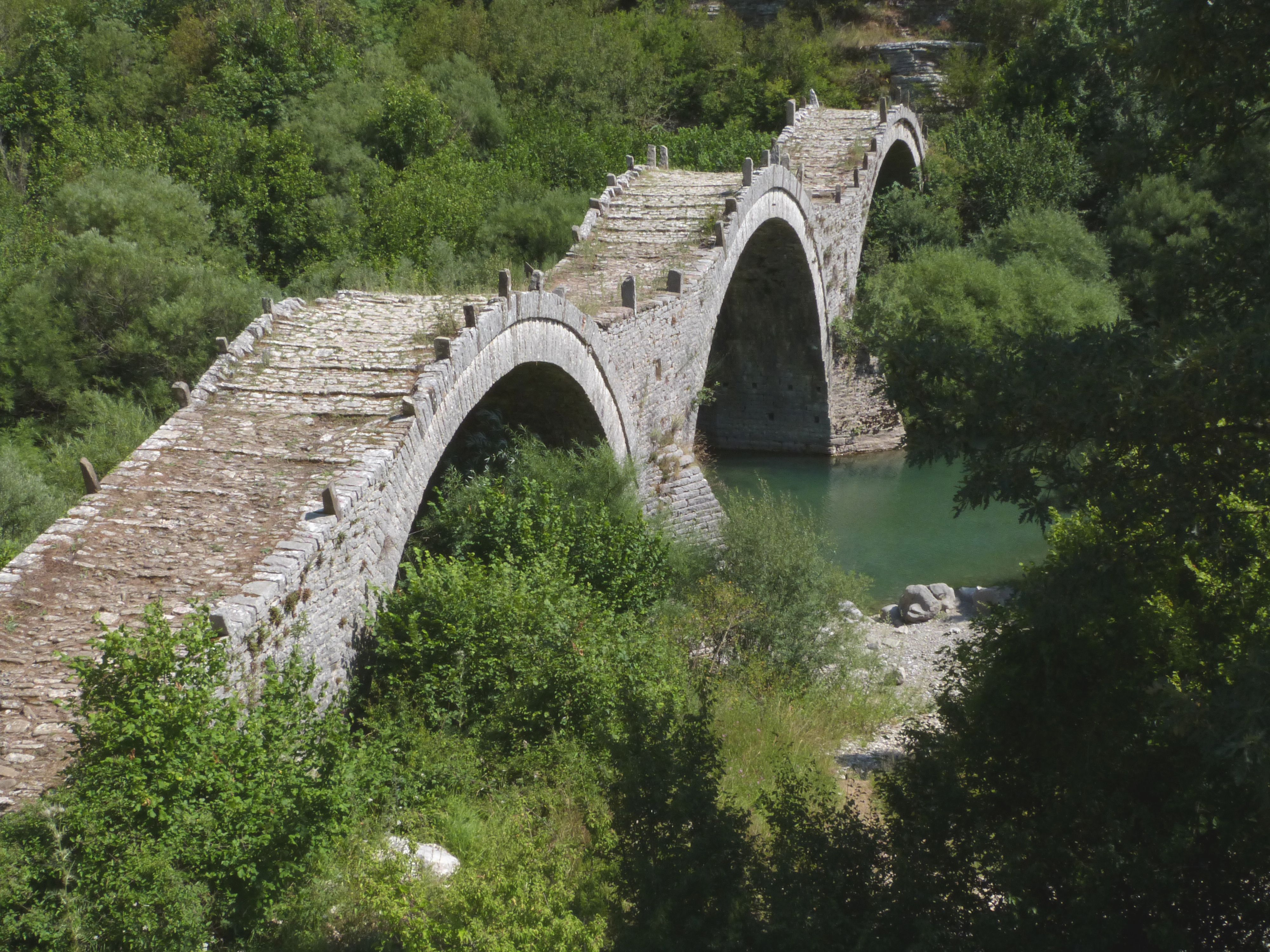
Kalogeriko- oder Plakida-Brücke über den Voidomatis bei Kipi

### Steinbrücken
An vielen Stellen überspannen den Fluss charakteristische epirotische Steinbrücken. 53 Bogenbrücken wurden gezählt, zu den bekanntesten davon gehören die Brücke bei Klidonias (griechisch Γεφύρι Κλειδωνιάβιστας), die Brücke, die nach ihrem Erbauer Alexis Misios benannt ist (griechisch Γεφύρι Μίσιου), sowie die dreibogige Kalogeriko- oder Plakida-Brücke in der Nähe von Kipi (griechisch Καλογερικό γεφύρι ή γεφύρι του Πλακίδα).
Der Ort Vradeto ist besonders bekannt, weil er früher nur über eine himmelhohe Treppe im Fels zu erreichen war.

### Museen
Das Museum für Naturgeschichte ist in einem Herrenhaus in Koukouli (griechisch Κουκούλι) untergebracht und enthält unter anderem ein 2500 Exemplare umfassendes Herbarium der lokalen Flora, das der Schriftsteller Kostas Lazaridis angelegt hat.